# H.B. Fuller
H.B. Fuller est une entreprise américaine de production d'adhésifs.

## Histoire
Cette société fut fondée en 1887 par Harvey Benjamin Fuller qui gérait seul un magasin de papier-peint. Initialement nommée en tant Fuller Manufacturing Company, elle fut, en 1915, renommée en HB Fuller Company. Elmer Anderson, qui devint ensuite gouverneur du Minnesota, en était le directeur dans les années 1940. Après avoir commencé sa carrière politique, il devint président de l'entreprise à temps partiel.
HB Fuller devint une entreprise publique en 1968. 
En septembre 2017, H.B. Fuller annonce l'acquisition de Royal Adhesives & Sealants pour 1,58 milliard de dollars.

## Activité
Conception, fabrication et distribution d'adhésifs, de matériaux pour scellements et autres produits chimiques pour le bâtiment et l'industrie.

## Principaux actionnaires
Au 22 avril 2020.
| The Vanguard Group           | 11,2% |
| SSgA Funds Management        | 8,51% |
| Shapiro Capital Management   | 5,53% |
| Mairs & Power                | 5,35% |
| Janus Capital Management     | 4,87% |
| Dimensional Fund Advisors    | 4,06% |
| Principal Global Investors   | 4,03% |
| Capital Guardian Trust       | 3,91% |
| Silvercrest Asset Management | 3,90% |
| Fisher Asset Management      | 3,56% |